# Atopandrium debilitatum
Atopandrium debilitatum är en stekelart som först beskrevs av Morley 1933.  Atopandrium debilitatum ingår i släktet Atopandrium och familjen bracksteklar. Inga underarter finns listade.